# Шиф, Исаак Александрович
Исаак Александрович Шиф (21 января 1869, Динабург, Витебская губерния — 11 декабря 1948, Петрозаводск) — врач-бактериолог, доктор медицины, земский врач, Герой Труда (1929).

## Биография
Родился в семье учителя. В 1887 году окончил курс наук в гимназии г. Риги. Окончил медицинский факультет Юрьевского университета в 1893 году. Студентом работал в больнице еврейской общины для бедных в Ковенской губернии, участвовал в ликвидации холерной эпидемии в Нижнем Новгороде.
С 1894 года работал земским врачом в Олонецком уезде в Видлице, где, кроме врачебной деятельности, содействовал открытию двух школ и Пушкинской библиотеки.
Был членом Олонецкого уездного земского собрания.
В 1904—1923, 1929—1940 годах — директор Петрозаводской фельдшерско-акушерской школы (сейчас — Петрозаводский медицинский колледж), преподавал в ней патологию, фармакологию и гистологию. Одновременно был прозектором и заведовал бактериологическим кабинетом Олонецкой губернской больницы, после 1918 года — Центральной больницы Карельской трудовой коммуны.
Был врачом и преподавателем гигиены Петрозаводской Мариинской женской гимназии, преподавателем гигиены Олонецкого епархиального женского училища.
В 1903, 1906 и 1910 годах находился в заграничных командировках в Германии и Швейцарии.
В 1904 году — ординатор запасных госпиталей, военврач.
С 1913 по 1929 год был главным врачом Центральной больницы Петрозаводска.
Был членом комитета Петрозаводской Алексеевской общественной библиотеки, в 1918 году — председателем комитета и заведующим библиотеки.
Преподавал в народном университете в Петрозаводске в 1918 году, а также выступал с многочисленными научными и популяризаторскими лекциями о медицине.
Член ВКП(б) с 1930 по 1937 год (исключен в связи с арестом сына). Председатель секции здравоохранения и депутат Петрозаводского городского совета.
После эвакуации из Петрозаводска в года Великой Отечественной войны — в августе 1941 года заведующий санбаклабораторией в г. Пудож, в июле 1941 года — заведующий практикой и преподаватель фармакологии в фельдшерско-акушерской и зубоврачебной школах в Саратове.
С 1943 года — заведующий Карело-Финской республиканской санбаклабораторией.
С 1944 года преподавал гигиену в Учительском институте Петрозаводска.
В 1944 году награждён знаком «Отличник здравоохранения», а в 1946 году — медалью «За доблестный труд в Великой Отечественной войне».

## Память
При жизни его имя носила больница в с. Видлицы.
В 1930-х годах Первый Карельский медицинский политехникум, с 1937 года фельдшерско-акушерская школа носили имя доктора И. А. Шифа.
В честь И. А. Шифа была открыта мемориальная доска в Петрозаводском медицинском колледже.

## Статьи
- Шиф И. А. Земская медицинская помощь населению Олонецкой губернии и фельдшерам // Вестник Олонецкого губернского земства. 1907. № 1. С. 15—18; № 2. С 12—14; 20—23.
- Шиф И. А. О предохранительных прививках против холеры. Петрозаводск, Губ. типография, 1908 — 7 с.
- Шиф И. А. Краткий очерк развития медицины в Олонецкой губернии // Врачебно-санитарный обзор Олонецкой губернии. Вып. 1. — Петрозаводск: «Северная Скоропечатня» Р. Г. Кац, 1912. С. 50—59
- Шиф И. А. Центральная больница за 10 лет революции // Красная Карелия. 1927. № 254.